# Satyrus cleoalis
Satyrus cleoalis är en fjärilsart som beskrevs av Jacob Hübner 1790-1793. Satyrus cleoalis ingår i släktet Satyrus och familjen praktfjärilar. Inga underarter finns listade.